# Santiago Pérez Peña
Santiago Pérez Peña(Santiago, 19 de agosto de 1883 - ibíd ¿?) fue un ingeniero civil y político chileno, miembro del Partido Liberal (PL). Se desempeñó como ministro de Justicia durante la llamada "República Socialista de Chile", presidida por Carlos Dávila, ejerciendo entre el 16 de junio al 8 de julio de 1932. Previamente fue alcalde de la comuna de Rengo y diputado por el Departamento de Caupolicán.

## Biografía
Nació en Santiago de Chile, fue hijo del exdiputado Santiago Antonio Leoncio Pérez Eastman y de Virginia Peña Toro. Realizó sus estudios secundarios en el Colegio de los Sagrados Corazones de Santiago, para luego estudiar ingeniería en la Universidad de Chile. Se tituló de ingeniero civil en 1910.

### Matrimonio e hijos
Estuvo casado con Blanca Walker Larraín, matrimonio del cual nacieron nueve hijos, de los cuales destaca la escritora Elisa Serrana.

### Vida laboral
Antes de recibirse, ya fue nombrado jefe en la construcción de los Ferrocarriles de Ancud a Castro; luego se le encomendó la construcción de una parte del Ferrocarril Longitudinal Norte, entre Illapel y San Marcos; y a fines de 1911 obtuvo la jefatura del Ferrocarril de Rucapequén a Tomé y Penco. 
En 1912 fue trasladado a la capital, como ingeniero de la Sección de Alcantarillados de Edificios Públicos, y ese mismo año se creó y se le confió una sección encargada de la resistencia de las construcciones de edificios fiscales. En septiembre del mismo año, el Gobierno decretó la organización del Servicio de Materiales, Dirección de Material de la Empresa de los Ferrocarriles del Estado, y fue nombrado jefe de ella y encargado de reorganizar dicho departamento. Fue director y profesor del Asilo de Suplementeros; y profesor de la Facultad de Ciencias Físicas y Matemáticas en la Universidad Católica de Santiago, en 1913; y en la Escuela de Artes y Oficioa.
Entre 1914 y 1915 realizó una campaña periodística en pro de la nacionalización del consumo del carbón y del mejoramiento de su calidad, se obtuvieron resultados positivos en 1916.
En 1917 se retiró de Ferrocarriles y fue nombrado administrador general de la Compañía Minera Huanchaca de Bolivia, de donde regresó en 1919. Entre 1919 y 1920 fue agente comercial del Banco de Chile en los Estados Unidos, de donde regresó en 1920; dedicándose entonces, a las actividades agrícolas en un fundo que compró cerca de Rengo.

## Trayectoria política
Militó en el Partido Liberal de Chile (PL).
Fue regidor y primer alcalde de la Municipalidad de Rengo en 1920.
En 1924 combatió por la prensa al gobierno militar y luchó por el retorno a la democracia.
En ese año se presentó como candidato en las elecciones parlamentarias, siendo electo diputado por Departamento de Caupolicán, por el período 1924-1927. Integró la Comisión Permanente de Presupuestos y la de Obras Públicas. Fue disuelto el Congreso, el 11 de septiembre del mismo año, por decreto de la Junta de Gobierno.
En las parlamentarias de 1925, es reelecto diputado por la Décima Circunscripción Departamental, correspondiente a Caupolicán, San Vicente y San Fernando, por el período 1926-1930. Es este periodo legislativo integró la Comisión Permanente de Vías y Obras Públicas; y fue diputado reemplazante en la Comisión Permanente de Agricultura y Colonización.
En 1927 presentó su renuncia a la Cámara de Diputados, como a su dieta parlamentaria, la que nunca más cobró; y en definitiva, se retiró de la vida pública y política.
Regresó a la esfera política durante la Junta de Gobierno de la llamada "República Socialista", integrada por Carlos Dávila Espinoza como presidente; Alberto Cabero Díaz y Pedro Cárdenas Avendaño, que duró desde el 16 al 30 de junio de 1932. Pérez Peña, fue nombrado ministro de Justicia, ejerciendo desde el 16 de junio hasta el 8 de julio de 1932.
En ese mismo tiempo fue nombrado Consejero de la Caja Hipotecaria. Posteriormente en 1936, trabajó como ingeniero agregado a la Intendencia de Santiago.
Como último cargo político, fue nombrado intendente de provincia de Magallanes, funcionando desde 19 de abril hasta el 9 de septiembre de 1937.
Fue socio de la Federación Chilena de Golf, y presidente de ella en el período 1949-1951.